# Dizak

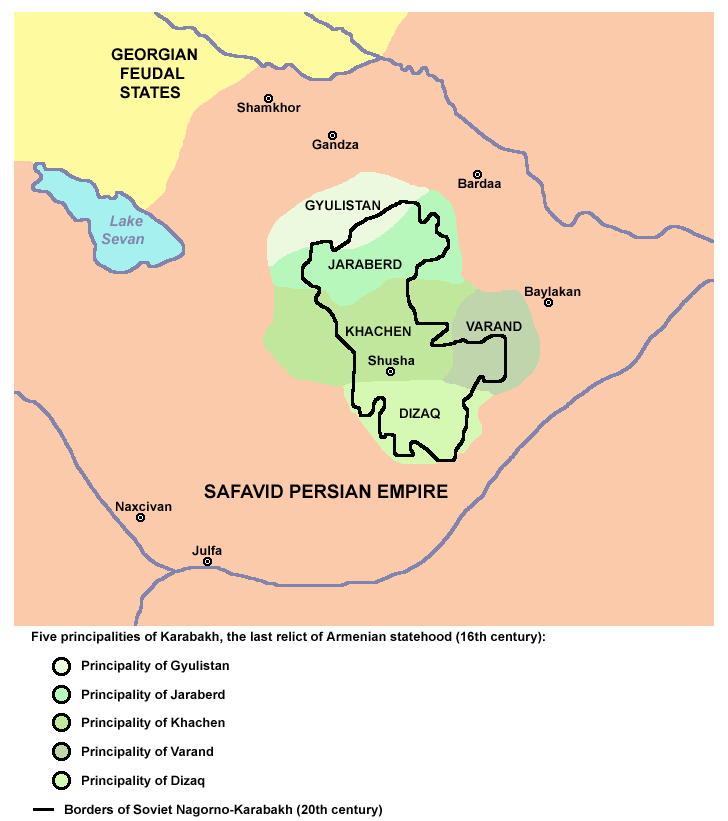

Dizak was een van de historische gewesten van middeleeuwse Artsach. Het lag in het zuiden van het land en werd bestuurd door een vorstelijk huis dat afstamde van het koningshuis Aransjahik van Kaukasisch Albanië. De opstichter van dit huis was Jesai abu-Muse in de 9e eeuw, een Armeense vorst die in opstand kwam tegen de Arabische overheersing.
In de 13e eeuw verkreeg het huis van Dizak het gewest Baghk in het zuiden van Syunik, nadat de vorst van dit gewest, die tot het huis van Dizak hoorde, zonder opvolger was gestorven. Kort daarna trouwde de dochter van de laatste vorst van Dizak met Jalal I van Chatsjen en werd het gewest aangesloten bij het Vorstendom Chatsjen.
Van de 16e tot 18e eeuw was Dizak een van de vijf prinsdommen van Karabach onder de familie Melik-Avanian. Aan het bestuur van deze familie kwam een einde in 1781 toen de laatste prins van Dizak, Jesai Melik-Avanian vermoord werd door Ibrahim Khalil Khan, de mohammedaanse khan van Karabach.